# Stenasellus racovitzai
Stenasellus racovitzai is een pissebed uit de familie Stenasellidae. De wetenschappelijke naam van de soort is voor het eerst geldig gepubliceerd in 1925 door Razzauti.